# Архемівка
Архе́мівка — село в Україні, у Пирятинській міській громаді Лубенського району Полтавської області. Населення становить 50 осіб. Колишній орган місцевого самоврядування — Вікторійська сільська рада.

## Географія
Село Архемівка знаходиться на лівому березі річки Гнила Оржиця, вище за течією на відстані в 2 км розташоване село Малютинці, нижче за течією на відстані 1,5 км розташоване село Кулажинці, на протилежному березі — село Олексіївка. По селу протікає пересихаючий струмок з загатою. На відстані близько кілометра проходить автомобільна дорога М03.

## Історія
12 червня 2020 року, відповідно до розпорядження Кабінету Міністрів України № 721-р «Про визначення адміністративних центрів та затвердження територій територіальних громад Полтавської області», село увійшло до складу Пирятинської міської громади.
19 липня 2020 року, в результаті адміністративно — територіальної реформи та ліквідації Питятинського району, село увійшло до складу новоутвореного Лубенського району.

## Населення
Згідно з переписом УРСР 1989 року чисельність наявного населення села становила 121 особа, з яких 49 чоловіків та 72 жінки.
За переписом населення України 2001 року в селі мешкали 94 особи.

### Мова
Розподіл населення за рідною мовою за даними перепису 2001 року:
| Мова       | Відсоток |
| ---------- | -------- |
| українська | 98,96 %  |
| російська  | 1,04 %   |

## Відомі особистості
- Гельфанд Лев Борисович — радянський дипломат єврейського походження. Повірений у справах СРСР в Італії (1938—1940). У 1940 році, отримавши вказівку повернутись до Москви, емігрував до США й почав співпрацювати зі західними спецслужбами. У 1950-х роках був радником керівника ЦРУ Аллена Даллеса.